# Robert Körner
Robert Körner (ur. 21 sierpnia 1924 w Wiedniu, zm. 22 czerwca 1989) – austriacki piłkarz grający na pozycji napastnika. Brązowy medalista MŚ 54. Brat Alfreda.
Przez całą karierę był piłkarzem Rapidu Wiedeń i siedem razy zdobywał tytuł mistrza kraju. Pełnił w tym klubie także funkcję trenera, początkowo grającego. W roli szkoleniowca pracował także w Niemczech. W reprezentacji Austrii zagrał 16 razy i strzelił 1 bramkę. Podczas MŚ 54 wystąpił we wszystkich pięciu meczach Austrii w turnieju.